# Bryocodia mediana
Bryocodia mediana är en fjärilsart som beskrevs av William Schaus 1904. Bryocodia mediana ingår i släktet Bryocodia och familjen nattflyn. Inga underarter finns listade i Catalogue of Life.